# Gramática del quechua sureño
El quechua sureño es una lengua flexiva de tipo aglutinante, se usa abundantemente la flexión y la derivación para formar sus palabras. Tiene una gramática muy regular y similar a la del idioma aimara y la del jaqaru, con los cuales se los quiso emparentar en el pasado. Su gramática resulta muy similar a la de las demás lenguas quechuas.

## Morfología
Como se mencionó antes, la formación de las palabras se da eminentemente por flexión y derivación; esto se logra mediante la adición de múltiples sufijos. 

### Epéntesis
Si a una raíz que termine en una consonante se le desea agregar una raíz que comienza con una consonante final o una consonante doble, se interpone el interfijo -ni- para respetar el esquema silábico del quechua. Por ejemplo:
yawar (sangre) + -y (posesivo de primera persona) → yawarniy (mi sangre)

### Categorías gramaticales
En el quechua, se presentan las siguientes categorías gramaticales abiertas:

#### sustantivo
Los sustantivos admiten sufijos de flexión nominal (posesivo, plural, caso).

#### pronombre
- pronombres personales: las 3 formas singulares son ñuqa (yo), qan/qam (tú) y pay (él). La primera persona plural presenta dos formas: una incluyente – ñuqanchik: "nosotros incluido(s) vos(otros)", "nosotros contigo" –, y otra excluyente – ñuqayku: "nosotros sin vos(otros)", "nosotros sin tí" –. El sufijo pluralizador -kuna permite formar las dos otras personas del plural: qankuna, paykuna.

|               |     | Número |                    |
| SIN           | PL  |        |                    |
| P e r s o n a | 1.ª | ñuqa   | ñuqa·n·chik (INCL) |
| P e r s o n a | 1.ª | ñuqa   | ñuqa·y·ku (EXCL)   |
| P e r s o n a | 2.ª | qan    |                    |
| P e r s o n a | 2.ª | qan    | qam·kuna           |
| P e r s o n a | 3.ª | pay    | pay·kuna           |

#### adjetivo
Existen las siguientes formas:
- Primitivas: puka ('rojo')

- Derivada: pukachasqa ('enrojecido')

- Simples: puka ('rojo')

- Compuestos: pukaypuka (rojísimo)

#### verbo
Los verbos admiten sufijos de flexión verbal.
interjecciónachacháw ("¡qué dolor!"), alaláw ("¡qué frío!"), atatáw ("¡qué feo!"), ananáw (¡qué cansancio!),

### Morfología nominal

#### Flexión nominal
| Proceso            | Proceso                        | Sufijos   | Ejemplo     | Traducción aproximada al español                                                |
| ------------------ | ------------------------------ | --------- | ----------- | ------------------------------------------------------------------------------- |
| flexión de número  | plural                         | -kuna     | wasikuna    | casas                                                                           |
| flexión de persona | ñuqa                           | -y        | wasiy       | mi casa                                                                         |
| flexión de persona | qam                            | -yki      | wasiyki     | tu casa                                                                         |
| flexión de persona | pay                            | -n        | wasin       | su casa (de él/ella/aquello)                                                    |
| flexión de persona | ñuqanchik                      | -nchik    | wasinchik   | nuestra casa (incl.)                                                            |
| flexión de persona | ñuqayku                        | -y-ku     | wasiyku     | nuestra casa (excl.)                                                            |
| flexión de persona | qamkuna                        | -yki-chik | wasiykichik | vuestra casa                                                                    |
| flexión de persona | paykuna                        | -n-ku     | wasinku     | su casa (de ellos)                                                              |
| flexión de caso    | caso ablativo                  | -manta    | wasimanta   | desde la casa                                                                   |
| flexión de caso    | caso acusativo                 | -ta       | wasita      | a la casa                                                                       |
| flexión de caso    | caso benefactivo               | -paq      | wasipaq     | para la casa                                                                    |
| flexión de caso    | caso causal                    | -rayku    | wasirayku   | por (motivo de) la casa                                                         |
| flexión de caso    | caso comitativo (instrumental) | -wan      | wasiwan     | con la casa                                                                     |
| flexión de caso    | caso comparativo               | -hina     | wasihina    | como la casa                                                                    |
| flexión de caso    | caso lativo                    | -man      | wasiman     | hacia la casa                                                                   |
| flexión de caso    | caso genitivo                  | -p(a)     | wasip       | de la casa                                                                      |
| flexión de caso    | caso interactivo               | -pura     | wasipura    | entre casas ( literalmente); contexto real: entre miembros o moradores de casa. |
| flexión de caso    | caso locativo                  | -pi       | wasipi      | en la casa                                                                      |
| flexión de caso    | caso terminativo               | -kama     | wasikama    | hasta la casa                                                                   |

Por lo general, antecede dentro de una palabra el sufijo flexivo de persona a los de número (-kuna). La excepción es la variante santiagueña, en la cual se da el caso inverso.
| Común        | Santiagueño  | (traducción) |
| ------------ | ------------ | ------------ |
| allqu-y-kuna | allqu-kuna-y | (mis perros) |

#### Derivación nominal
En cuanto a la derivación, los sufijos quechuas pueden clasificarse en dos grupos: denominalizadores y deverbalizadores
| Proceso                     | Proceso            | Sufijos     | Ejemplo                                                 | (traducción)                                                      |
| --------------------------- | ------------------ | ----------- | ------------------------------------------------------- | ----------------------------------------------------------------- |
| derivación denominalizadora | posesivo           | -yuq        | allquyuq                                                | el que tiene perro; posesor de perro.                             |
| derivación denominalizadora | inclusivo          | -nti-       | allquntin                                               | con su perro; conjuntamente con un perro.                         |
| derivación denominalizadora | aumentativo        | -sapa       | ñawisapa                                                | de ojos muy grandes, "puro ojos" (ñawi = ojo)                     |
| derivación denominalizadora | semejanza          | -masi       | allqumasi                                               | semejante del perro (otro perro necesariamente)                   |
| derivación denominalizadora | limitativo         | -lla        | allqulla                                                | tan sólo el perro, sólo (el/los) perro(s)                         |
| derivación denominalizadora | aumentativo (adj.) | -chaq       | hatunchaq                                               | muy grande (hatun = grande)                                       |
| superlativo (adv.)          | -ancha (muy)       | ancha hatun | muy grande, demasiado grande ('hatun': grande, extenso) |                                                                   |
| derivación deverbalizadora  | infinitivizador    | -y          | llamk'ay icha llank'ay                                  | trabajar (verbo en infinitivo), o [el o un] trabajo ( sustantivo) |
| derivación deverbalizadora  | agentivo           | -q          | llamk'aq                                                | el que trabaja, obrero, trabajador                                |
| derivación deverbalizadora  | concretizador      | -na         | llamk'ana                                               | herramienta                                                       |
| derivación deverbalizadora  | participial        | -sqa        | llamk'asqa                                              | trabajado(a)                                                      |